# Wielokrotność
Wielokrotność – termin używany w arytmetyce i algebrze w kilku powiązanych znaczeniach.

## Definicje
- Wielokrotność liczby naturalnej {\displaystyle a} to każda liczba postaci {\displaystyle na,} gdzie {\displaystyle n} też jest liczbą naturalną[1]. Definiuje się też całkowite wielokrotności liczby {\displaystyle x} jako liczby postaci {\displaystyle kx,} gdzie {\displaystyle k} jest liczbą całkowitą[2].
- W teorii grup wielokrotnościami elementu {\displaystyle g} w grupie {\displaystyle (G,+)} nazywa się elementy postaci {\displaystyle n\cdot g=g+g+\ldots +g} ({\displaystyle n} składników)[3].
- W teorii podzielności element {\displaystyle b} pierścienia całkowitego {\displaystyle R} jest wielokrotnością elementu {\displaystyle a} tegoż pierścienia, jeśli {\displaystyle b=ca} dla pewnego {\displaystyle c\in R}[4]. W tym kontekście jeśli {\displaystyle b} jest wielokrotnością {\displaystyle a} (w pierścieniu {\displaystyle R}), to mówi się, że {\displaystyle a} jest dzielnikiem {\displaystyle b.}

## Przykłady

### W matematyce elementarnej
- Wielokrotności liczby 5 to liczby 5, 10, 15, 20 itd. Wszystkie te liczby są wielokrotnościami liczby 5 w sensie pierścienia liczb całkowitych (i teorii podzielności w tym pierścieniu).
- Liczby {\displaystyle \pi ,\ 2\pi ,\ 3\pi ,\ 4\pi } są całkowitymi wielokrotnościami liczby {\displaystyle \pi .} Warto zwrócić uwagę, że wszystkie te liczby są też wielokrotnościami {\displaystyle \pi } w sensie grupy addytywnej liczb rzeczywistych {\displaystyle (\mathbb {R} ,+,0).}

### W teorii pierścieni
- 125 jest wielokrotnością -5 w pierścieniu liczb całkowitych.
- W pierścieniu {\displaystyle \mathbb {C} [x]} wielomianów o współczynnikach zespolonych, wielomian {\displaystyle x^{2}+1} jest wielokrotnością wielomianu {\displaystyle x+i} (bowiem {\displaystyle x^{2}+1=(x+i)(x-i)}).
- Jeśli pierścień {\displaystyle R} jest ciałem oraz {\displaystyle a\in R\setminus \{0\},} to wszystkie elementy {\displaystyle R} są wielokrotnościami {\displaystyle a} w sensie teorii pierścieni.

### W teorii grup
- W grupie S3, permutacja {\displaystyle {\begin{pmatrix}1&2&3\\1&2&3\end{pmatrix}}} jest wielokrotnością {\displaystyle {\begin{pmatrix}1&2&3\\3&2&1\end{pmatrix}}} bowiem

{\displaystyle {\begin{pmatrix}1&2&3\\3&2&1\end{pmatrix}}^{2}={\begin{pmatrix}1&2&3\\3&2&1\end{pmatrix}}\circ {\begin{pmatrix}1&2&3\\3&2&1\end{pmatrix}}={\begin{pmatrix}1&2&3\\1&2&3\end{pmatrix}}}
- W grupie addytywnej klas reszt modulo 25, tzn. w {\displaystyle (\mathbb {Z} _{25},+),} wielokrotnościami 5 są: 5, 10, 15, 20 i 0.

## Wspólna wielokrotność
Wspólna wielokrotność liczb naturalnych {\displaystyle x} i {\displaystyle y} jest to taka liczba {\displaystyle z,} która jest wielokrotnością liczby {\displaystyle x} i jest wielokrotnością liczby {\displaystyle y,} to znaczy istnieją takie liczby {\displaystyle k,l} należące do zbioru liczb naturalnych, że {\displaystyle z=kx} i {\displaystyle z=ly.}
Przykład
Wspólnymi wielokrotnościami liczb 4 i 6 są liczby: 12, 24, 36, 48 itd.
{\displaystyle 12=4\cdot 3=6\cdot 2,}
{\displaystyle 24=4\cdot 6=6\cdot 4.}
Najmniejsza ze wspólnych wielokrotności to najmniejsza wspólna wielokrotność. Każde dwie liczby naturalne mają nieskończenie wiele wspólnych wielokrotności.